# Liffol-le-Petit

Liffol-le-Petit este o comună în departamentul Haute-Marne din nord-estul Franței. În 2009 avea o populație de 345 de locuitori.

## Evoluția populației
| An        | 1975 | 1982 | 1990 | 1999 | 2006 | 2009 |
| --------- | ---- | ---- | ---- | ---- | ---- | ---- |
| Populație | 340  | 358  | 347  | 355  | 354  | 345  |